# Acropyga kathrynae
Acropyga kathrynae é uma espécie de formiga do gênero Acropyga, pertencente à subfamília Formicinae.